# Opisthocheiridae
Opisthocheiridae é uma família de milípedes pertencente à ordem Chordeumatida.
Géneros:
- Brachytropisoma Silvestri, 1898
- Ceratosphys Ribaut , 1920
- Fuentea Brölemann, 1920
- Haplosphys Ribaut , 1920
- Hispaniodesmus Verhoeff, 1910
- Hispaniosoma Ribaut, 1913
- Marquetia Ribaut, 1905
- Marquetiella Jeekel, 1969
- Opisthocheiron Ribaut, 1913
- Proceratosphys Mauriès & Vicente, 1977
- Sireuma Reboleira e Enghoff, 2014